# 马步青

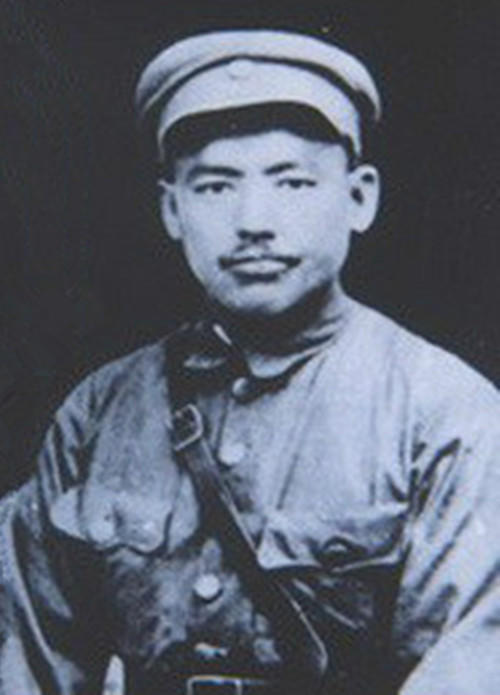
馬步青

馬步青（1901年—1977年2月9日），字子云，回族，甘肅臨夏漠泥沟人，马家军主要人物之一，国民革命军陆军中将。

## 生平
马步青为马麒长子，马步芳的哥哥。17岁在宁海军（被当地人称为马家军）担任管带，统领等职。民国九年（1920年）被马福祥委任为第二路警备司令，后在其父二十六师中任骑兵团长，六十五旅族长。民国二十年（1931年）任暂编骑一师师长。民国二十一年（1932年），编为中央陆军骑兵第五师。抗战爆发后，骑五师扩编为骑五军，任军长。
民国二十五年（1936年）秋，马步青奉命在宁夏中卫至皋兰一带堵截中国工农红军西路军，使红军伤亡甚众。民国三十一年（1942年）骑五军移驻青海，被任命为柴达木屯垦督办。随后骑五军与八十二军合编为四十集团军，马步芳任司令，马步青任副司令。
1948年8月初，临夏被解放军占领前夕，马步青携家眷、黄金和贵重物品逃往台湾，1977年2月9日病逝于臺北縣新店寄寓。子馬緒援、馬經援隨侍在側。馬步青身故後，依回教禮儀於臺北清真寺治喪後發引及葬於六張犁回教公墓。

## 家庭
其長子馬緒援1986年至1991年任國防部常務次長。

## 外部連結
- 馬緒援中將簡歷 （页面存档备份，存于）